# Let It Be (nummer)
Let It Be is een popsong van de Britse muziekgroep The Beatles, geschreven door Paul McCartney. Het lied werd in 1970 uitgebracht op single en verscheen in datzelfde jaar op het laatste album van The Beatles, Let It Be. Deze single was een nummer 1-hit in onder andere Nederland en de Verenigde Staten. Het nummer is ook te horen in de film Let It Be.

## The Beatles
McCartney vertelde dat het idee voor Let It Be kwam na een droom over zijn moeder
gedurende een gespannen periode tijdens het werken aan het Witte Album. Het zinsdeel "Mother Mary", dat gezongen wordt in het lied, is in het verleden wel gezien als een verwijzing naar de Maagd Maria, de moeder van Jezus van Nazareth. Volgens McCartney was "Mother Mary" geen Bijbelse verwijzing, maar was de inspiratiebron zijn moeder Mary, die aan kanker stierf toen hij veertien jaar was. Hij verzekerde zijn fans daarna dat ze vrij zijn om het lied te interpreteren zoals ze dat zouden willen.
Op 2 januari 1969 begonnen The Beatles met de opnamen van hun nieuwe film in de Twickenham Film Studios. Tijdens deze opnamen oefenden The Beatles nieuw materiaal voor hun nieuwe LP. Let It Be was een van deze nieuwe nummers. De sfeer in de groep was tijdens deze opnamen echter zeer gespannen en de groepsleden ruzieden regelmatig onderling. Zo verliet George Harrison bijvoorbeeld op 10 januari de set en deelde de overige bandleden mee dat hij de groep ging verlaten. Korte tijd later werd Harrison overgehaald terug te keren, maar het filmproject werd al snel gestaakt. De opnamen voor de nieuwe LP gingen daarna op 22 januari verder in de studio van het Apple-kantoor.
Op 25 januari en 26 januari namen The Beatles enkele versies van Let It Be op in de Apple Studios. Hoewel het originele idee voor de nieuwe Beatles-film inmiddels was verlaten, werden er op 30 en 31 januari toch weer opnamen gemaakt. Op 30 januari speelden The Beatles enkele nummers live op het dak van het Apple-kantoor. Deze opnamen zijn ook te zien in de Let It Be-film. Drie nummers werden echter niet geschikt bevonden voor het spelen in de open lucht: The Long and Winding Road, Two of Us en Let It Be. Daarom werden er op 31 januari filmopnames gemaakt tijdens de opnamen van deze drie nummers. Op die dag werden negen versies van Let It Be opgenomen door The Beatles. Enkele maanden later, op 30 april, werd er verdergegaan met de beste opname van 31 januari. Hieraan werd een leadgitaarpartij toegevoegd. Bijna een jaar later gingen The Beatles pas verder met de opnamen voor Let It Be. Op 4 januari 1970 zongen George Harrison en Paul McCartney eerst de backingvocals voor het nummer in. Vervolgens werd hier een door George Martin gecomponeerde partij voor twee trompetten, twee trombones en een saxofoon aan toegevoegd. Ten slotte werden er nog een nieuwe leadgitaarpartij gespeeld door Harrison, drums gespeeld door Ringo Starr, maraca's gespeeld door McCartney en een cellopartij toegevoegd aan de opnamen.

### Singleversie en albumversie
De op single uitgebrachte versie van Let It Be verschilt van de versie op de gelijknamige LP. Een duidelijk verschil is de kortere duur van de singleversie (3:50 voor de single en 4:10 voor de LP-versie). Bovendien verschillen de gitaarsolo's. Op de singleversie is de gitaarsolo van 30 april 1969 te horen, terwijl op de LP-versie de solo van 4 januari 1970 te horen is. Een laatste verschil tussen beide versies is de echo die aan hihat is toegevoegd voor de versie op de LP.
De oorzaak van dit alles is gelegen in het feit dat er twee producers bij de versies betrokken waren: George Martin was verantwoordelijk voor de mix van de singleversie, terwijl Phil Spector de mix van de albumversie voor zijn rekening nam.

### Bezetting
- Paul McCartney: piano, zang, achtergrondzang
- John Lennon: bas, achtergrondzang
- George Harrison: leadgitaar, achtergrond
- Ringo Starr: drum
- Billy Preston: hammondorgel
- Linda McCartney: achtergrondzang

### Hitnoteringen
In Nederland werd de plaat veel gedraaid op o.a. Radio Veronica en Hilversum 3. De plaat bereikte de nummer 1-positie in zowel de Veronica Top 40 als de Hilversum 3 Top 30.
In België werd de 3e positie bereikt in de Vlaamse Ultratop 50 en de 8e positie in de Vlaamse Radio 2 Top 30.
Eind 2010 bereikte de single wederom de hitlijsten en stond in Nederland enkele weken genoteerd in de Mega Top 50 op 3FM.

### Veronica Top 40
| Hitnotering: 14-03-1970 t/m 09-05-1970 | Hitnotering: 14-03-1970 t/m 09-05-1970 | Hitnotering: 14-03-1970 t/m 09-05-1970 | Hitnotering: 14-03-1970 t/m 09-05-1970 | Hitnotering: 14-03-1970 t/m 09-05-1970 | Hitnotering: 14-03-1970 t/m 09-05-1970 | Hitnotering: 14-03-1970 t/m 09-05-1970 | Hitnotering: 14-03-1970 t/m 09-05-1970 | Hitnotering: 14-03-1970 t/m 09-05-1970 | Hitnotering: 14-03-1970 t/m 09-05-1970 | Hitnotering: 14-03-1970 t/m 09-05-1970 |
| Week:                                  | 1                                      | 2                                      | 3                                      | 4                                      | 5                                      | 6                                      | 7                                      | 8                                      | 9                                      |                                        |
| -------------------------------------- | -------------------------------------- | -------------------------------------- | -------------------------------------- | -------------------------------------- | -------------------------------------- | -------------------------------------- | -------------------------------------- | -------------------------------------- | -------------------------------------- | -------------------------------------- |
| Positie:                               | 5                                      | 1                                      | 2                                      | 3                                      | 3                                      | 6                                      | 12                                     | 23                                     | 27                                     | uit                                    |

### Hilversum 3 Top 30 / Mega Top 50
| Hitnotering: (Week 1 t/m 10) 14-03-1970 t/m 16-05-1970 Hitnotering (Week 11 t/m 14) 20-11-2010 t/m 11-12-2010 Hitnotering: (Week 15 t/m) 01-01-2011 t/m 08-01-2011 | Hitnotering: (Week 1 t/m 10) 14-03-1970 t/m 16-05-1970 Hitnotering (Week 11 t/m 14) 20-11-2010 t/m 11-12-2010 Hitnotering: (Week 15 t/m) 01-01-2011 t/m 08-01-2011 | Hitnotering: (Week 1 t/m 10) 14-03-1970 t/m 16-05-1970 Hitnotering (Week 11 t/m 14) 20-11-2010 t/m 11-12-2010 Hitnotering: (Week 15 t/m) 01-01-2011 t/m 08-01-2011 | Hitnotering: (Week 1 t/m 10) 14-03-1970 t/m 16-05-1970 Hitnotering (Week 11 t/m 14) 20-11-2010 t/m 11-12-2010 Hitnotering: (Week 15 t/m) 01-01-2011 t/m 08-01-2011 | Hitnotering: (Week 1 t/m 10) 14-03-1970 t/m 16-05-1970 Hitnotering (Week 11 t/m 14) 20-11-2010 t/m 11-12-2010 Hitnotering: (Week 15 t/m) 01-01-2011 t/m 08-01-2011 | Hitnotering: (Week 1 t/m 10) 14-03-1970 t/m 16-05-1970 Hitnotering (Week 11 t/m 14) 20-11-2010 t/m 11-12-2010 Hitnotering: (Week 15 t/m) 01-01-2011 t/m 08-01-2011 | Hitnotering: (Week 1 t/m 10) 14-03-1970 t/m 16-05-1970 Hitnotering (Week 11 t/m 14) 20-11-2010 t/m 11-12-2010 Hitnotering: (Week 15 t/m) 01-01-2011 t/m 08-01-2011 | Hitnotering: (Week 1 t/m 10) 14-03-1970 t/m 16-05-1970 Hitnotering (Week 11 t/m 14) 20-11-2010 t/m 11-12-2010 Hitnotering: (Week 15 t/m) 01-01-2011 t/m 08-01-2011 | Hitnotering: (Week 1 t/m 10) 14-03-1970 t/m 16-05-1970 Hitnotering (Week 11 t/m 14) 20-11-2010 t/m 11-12-2010 Hitnotering: (Week 15 t/m) 01-01-2011 t/m 08-01-2011 | Hitnotering: (Week 1 t/m 10) 14-03-1970 t/m 16-05-1970 Hitnotering (Week 11 t/m 14) 20-11-2010 t/m 11-12-2010 Hitnotering: (Week 15 t/m) 01-01-2011 t/m 08-01-2011 | Hitnotering: (Week 1 t/m 10) 14-03-1970 t/m 16-05-1970 Hitnotering (Week 11 t/m 14) 20-11-2010 t/m 11-12-2010 Hitnotering: (Week 15 t/m) 01-01-2011 t/m 08-01-2011 | Hitnotering: (Week 1 t/m 10) 14-03-1970 t/m 16-05-1970 Hitnotering (Week 11 t/m 14) 20-11-2010 t/m 11-12-2010 Hitnotering: (Week 15 t/m) 01-01-2011 t/m 08-01-2011 | Hitnotering: (Week 1 t/m 10) 14-03-1970 t/m 16-05-1970 Hitnotering (Week 11 t/m 14) 20-11-2010 t/m 11-12-2010 Hitnotering: (Week 15 t/m) 01-01-2011 t/m 08-01-2011 | Hitnotering: (Week 1 t/m 10) 14-03-1970 t/m 16-05-1970 Hitnotering (Week 11 t/m 14) 20-11-2010 t/m 11-12-2010 Hitnotering: (Week 15 t/m) 01-01-2011 t/m 08-01-2011 | Hitnotering: (Week 1 t/m 10) 14-03-1970 t/m 16-05-1970 Hitnotering (Week 11 t/m 14) 20-11-2010 t/m 11-12-2010 Hitnotering: (Week 15 t/m) 01-01-2011 t/m 08-01-2011 | Hitnotering: (Week 1 t/m 10) 14-03-1970 t/m 16-05-1970 Hitnotering (Week 11 t/m 14) 20-11-2010 t/m 11-12-2010 Hitnotering: (Week 15 t/m) 01-01-2011 t/m 08-01-2011 | Hitnotering: (Week 1 t/m 10) 14-03-1970 t/m 16-05-1970 Hitnotering (Week 11 t/m 14) 20-11-2010 t/m 11-12-2010 Hitnotering: (Week 15 t/m) 01-01-2011 t/m 08-01-2011 | Hitnotering: (Week 1 t/m 10) 14-03-1970 t/m 16-05-1970 Hitnotering (Week 11 t/m 14) 20-11-2010 t/m 11-12-2010 Hitnotering: (Week 15 t/m) 01-01-2011 t/m 08-01-2011 | Hitnotering: (Week 1 t/m 10) 14-03-1970 t/m 16-05-1970 Hitnotering (Week 11 t/m 14) 20-11-2010 t/m 11-12-2010 Hitnotering: (Week 15 t/m) 01-01-2011 t/m 08-01-2011 | Hitnotering: (Week 1 t/m 10) 14-03-1970 t/m 16-05-1970 Hitnotering (Week 11 t/m 14) 20-11-2010 t/m 11-12-2010 Hitnotering: (Week 15 t/m) 01-01-2011 t/m 08-01-2011 | Hitnotering: (Week 1 t/m 10) 14-03-1970 t/m 16-05-1970 Hitnotering (Week 11 t/m 14) 20-11-2010 t/m 11-12-2010 Hitnotering: (Week 15 t/m) 01-01-2011 t/m 08-01-2011 |
| Week: | 1 | 2 | 3 | 4 | 5 | 6 | 7 | 8 | 9 | 10 | | 11 | 12 | 13 | 14 | | 15 | 16 | | |
| --- | --- | --- | --- | --- | --- | --- | --- | --- | --- | --- | --- | --- | --- | --- | --- | --- | --- | --- | --- | --- |
| Positie: | 9 | 1 | 2 | 2 | 3 | 5 | 9 | 14 | 27 | 29 | uit | 37 | 26 | 68 | 83 | uit | 77 | 79 | uit | |

### Vlaamse Radio 2 Top 30
| Hitnotering: 02-05-1970 t/m 16-05-1970 | Hitnotering: 02-05-1970 t/m 16-05-1970 | Hitnotering: 02-05-1970 t/m 16-05-1970 | Hitnotering: 02-05-1970 t/m 16-05-1970 | Hitnotering: 02-05-1970 t/m 16-05-1970 |
| Week:                                  | 1                                      | 2                                      | 3                                      |                                        |
| -------------------------------------- | -------------------------------------- | -------------------------------------- | -------------------------------------- | -------------------------------------- |
| Positie:                               | 8                                      | 18                                     | 22                                     | uit                                    |

### Evergreen Top 1000
| Evergreen Top 1000 Let It Be | Evergreen Top 1000 Let It Be | Evergreen Top 1000 Let It Be | Evergreen Top 1000 Let It Be | Evergreen Top 1000 Let It Be | Evergreen Top 1000 Let It Be | Evergreen Top 1000 Let It Be | Evergreen Top 1000 Let It Be | Evergreen Top 1000 Let It Be | Evergreen Top 1000 Let It Be | Evergreen Top 1000 Let It Be | Evergreen Top 1000 Let It Be | Evergreen Top 1000 Let It Be | Evergreen Top 1000 Let It Be | Evergreen Top 1000 Let It Be | Evergreen Top 1000 Let It Be | Evergreen Top 1000 Let It Be |
| Jaar                         | 2008                         | 2009                         | 2010                         | 2011                         | 2012                         | 2013                         | 2014                         | 2015                         | 2016                         | 2017                         | 2018                         | 2019                         | 2020                         | 2021                         | 2022                         | 2023                         |
| ---------------------------- | ---------------------------- | ---------------------------- | ---------------------------- | ---------------------------- | ---------------------------- | ---------------------------- | ---------------------------- | ---------------------------- | ---------------------------- | ---------------------------- | ---------------------------- | ---------------------------- | ---------------------------- | ---------------------------- | ---------------------------- | ---------------------------- |
| Positie                      | –                            | 65                           | 23                           | 23                           | 9                            | 32                           | 123                          | 82                           | 66                           | 45                           | 34                           | 45                           | 49                           | 41                           | 52                           | 35                           |

### NPO Radio 2 Top 2000
| Nummer met noteringen in de NPO Radio 2 Top 2000 | '99 | '00 | '01 | '02 | '03 | '04 | '05 | '06 | '07 | '08 | '09 | '10 | '11 | '12 | '13 | '14 | '15 | '16 | '17 | '18 | '19 | '20 | '21 | '22 | '23 | '24 |
| ------------------------------------------------ | --- | --- | --- | --- | --- | --- | --- | --- | --- | --- | --- | --- | --- | --- | --- | --- | --- | --- | --- | --- | --- | --- | --- | --- | --- | --- |
| Let It Be                                        | 27  | 37  | 40  | 47  | 23  | 41  | 55  | 58  | 57  | 49  | 54  | 46  | 56  | 52  | 39  | 50  | 51  | 68  | 79  | 53  | 53  | 50  | 59  | 85  | 86  | 136 |

1. ↑  Een vetgedrukt getal geeft de hoogste notering aan.

## Ferry Aid
Let It Be is ook een single van de gelegenheidsformatie Ferry Aid die bestond uit voornamelijk Britse muzikanten uit maart 1987. Op 6 maart 1987 vertrok de roroferry Herald of Free Enterprise uit de haven van Zeebrugge richting Dover, maar kapseisde vlak daarna, waarbij 193 mensen om het leven kwamen. De Britse krant The Sun had voor deze reis goedkope tickets verkocht aan zijn lezers en richtte voor de overlevenden en nabestaanden het The Sun's Zeebrugge Disaster Fund op. Om geld in te zamelen voor dit fonds organiseerde The Sun het liefdadigheidsproject Ferry Aid. Het destijds succesvolle producerstrio Stock, Aitken & Waterman werd aangesteld om het Beatlesnummer Let It Be opnieuw op te nemen. Hoewel niet alle gevraagde personen aan het project van The Sun wilden meewerken, heeft toch een groot gezelschap van Britse artiesten, onder wie Boy George, Kate Bush en Mark Knopfler, meegezongen of -gespeeld in het nummer. Ook componist van het nummer en ex-Beatle Paul McCartney zong mee op de single. De opnames vonden plaats in the PWL Studios in Londen van zaterdag 14 tot maandag 16 maart. Mark King (Level 42) was op maandagochtend de eerste die zijn bijdrage opnam en Paul King (King) op maandagavond de laatste. Alleen Paul McCartney kwam niet zelf naar de PWL Studios, maar nam zijn bijdrage in zijn eigen studio op.

## Hitnoteringen

### Nederlandse Top 40
| Hitnotering: 11-04-1987 t/m 13-06-1987 | Hitnotering: 11-04-1987 t/m 13-06-1987 | Hitnotering: 11-04-1987 t/m 13-06-1987 | Hitnotering: 11-04-1987 t/m 13-06-1987 | Hitnotering: 11-04-1987 t/m 13-06-1987 | Hitnotering: 11-04-1987 t/m 13-06-1987 | Hitnotering: 11-04-1987 t/m 13-06-1987 | Hitnotering: 11-04-1987 t/m 13-06-1987 | Hitnotering: 11-04-1987 t/m 13-06-1987 | Hitnotering: 11-04-1987 t/m 13-06-1987 | Hitnotering: 11-04-1987 t/m 13-06-1987 | Hitnotering: 11-04-1987 t/m 13-06-1987 |
| Week:                                  | 1                                      | 2                                      | 3                                      | 4                                      | 5                                      | 6                                      | 7                                      | 8                                      | 9                                      | 10                                     |                                        |
| -------------------------------------- | -------------------------------------- | -------------------------------------- | -------------------------------------- | -------------------------------------- | -------------------------------------- | -------------------------------------- | -------------------------------------- | -------------------------------------- | -------------------------------------- | -------------------------------------- | -------------------------------------- |
| Positie:                               | 22                                     | 6                                      | 3                                      | 3                                      | 3                                      | 4                                      | 8                                      | 11                                     | 18                                     | 36                                     | uit                                    |

### Nationale Hitparade Top 100
| Hitnotering: 11-04-1987 t/m 04-07-1987 | Hitnotering: 11-04-1987 t/m 04-07-1987 | Hitnotering: 11-04-1987 t/m 04-07-1987 | Hitnotering: 11-04-1987 t/m 04-07-1987 | Hitnotering: 11-04-1987 t/m 04-07-1987 | Hitnotering: 11-04-1987 t/m 04-07-1987 | Hitnotering: 11-04-1987 t/m 04-07-1987 | Hitnotering: 11-04-1987 t/m 04-07-1987 | Hitnotering: 11-04-1987 t/m 04-07-1987 | Hitnotering: 11-04-1987 t/m 04-07-1987 | Hitnotering: 11-04-1987 t/m 04-07-1987 | Hitnotering: 11-04-1987 t/m 04-07-1987 | Hitnotering: 11-04-1987 t/m 04-07-1987 | Hitnotering: 11-04-1987 t/m 04-07-1987 | Hitnotering: 11-04-1987 t/m 04-07-1987 |
| Week:                                  | 1                                      | 2                                      | 3                                      | 4                                      | 5                                      | 6                                      | 7                                      | 8                                      | 9                                      | 10                                     | 11                                     | 12                                     | 13                                     |                                        |
| -------------------------------------- | -------------------------------------- | -------------------------------------- | -------------------------------------- | -------------------------------------- | -------------------------------------- | -------------------------------------- | -------------------------------------- | -------------------------------------- | -------------------------------------- | -------------------------------------- | -------------------------------------- | -------------------------------------- | -------------------------------------- | -------------------------------------- |
| Positie:                               | 21                                     | 7                                      | 4                                      | 4                                      | 4                                      | 7                                      | 7                                      | 11                                     | 20                                     | 45                                     | 46                                     | 49                                     | 88                                     | uit                                    |

### TROS Europarade
Hitnotering: 09-04-1987 t/m 25-06-1987 (laatste uitzending op Radio 3). Hoogste notering: #2 (3 weken)

### Vlaamse Radio 2 Top 30
| Hitnotering: 18-04-1987 t/m 06-06-1987 | Hitnotering: 18-04-1987 t/m 06-06-1987 | Hitnotering: 18-04-1987 t/m 06-06-1987 | Hitnotering: 18-04-1987 t/m 06-06-1987 | Hitnotering: 18-04-1987 t/m 06-06-1987 | Hitnotering: 18-04-1987 t/m 06-06-1987 | Hitnotering: 18-04-1987 t/m 06-06-1987 | Hitnotering: 18-04-1987 t/m 06-06-1987 | Hitnotering: 18-04-1987 t/m 06-06-1987 | Hitnotering: 18-04-1987 t/m 06-06-1987 |
| Week:                                  | 1                                      | 2                                      | 3                                      | 4                                      | 5                                      | 6                                      | 7                                      | 8                                      |                                        |
| -------------------------------------- | -------------------------------------- | -------------------------------------- | -------------------------------------- | -------------------------------------- | -------------------------------------- | -------------------------------------- | -------------------------------------- | -------------------------------------- | -------------------------------------- |
| Positie:                               | 12                                     | 2                                      | 2                                      | 4                                      | 4                                      | 7                                      | 8                                      | 20                                     | uit                                    |

## Mike Massé
Let It Be is ook een single van de Amerikaanse zanger Mike Massé uit 2012. Hij nam het nummer op om geld op te halen voor de operatie en chemotherapie van zijn 2-jarig zoontje Noah die een hersentumor had. Op 20 juli 2012 zette hij zijn versie van The Beatles klassieker op YouTube. Het Cover cows label zorgde voor de rechten van het nummer en zo was het nummer via iTunes te downloaden. De single bereikte de zevende plaats in de Nederlandse Single Top 100 en de 24e positie in de Nederlandse Top 40.

### Hitnoteringen

#### Nederlandse Top 40
| Hitnotering: 11-08-2012 | Hitnotering: 11-08-2012 | Hitnotering: 11-08-2012 |
| Week:                   | 1                       |                         |
| ----------------------- | ----------------------- | ----------------------- |
| Positie:                | 24                      | uit                     |

## Andere uitvoeringen
- Tijdens Joe Cocker's Mad Dogs & Englishmen-tournee werd het gezongen door achtergrondvocaliste Claudia Lenair.
- In Sesamstraat speelden de Beetles het als Letter B; Paul McCartney was onder de indruk van deze versie die hij pas later hoorde. In de Nederlandse nasynchronisatie werd het gezongen door Bill van Dijk.
- Salsazanger Tito Nieves nam het op voor het album Tropical Tribute to The Beatles uit 1996.

#### NederlandseSingle Top 100
| Hitnotering: 28-07-2012 t/m 04-08-2012 | Hitnotering: 28-07-2012 t/m 04-08-2012 | Hitnotering: 28-07-2012 t/m 04-08-2012 | Hitnotering: 28-07-2012 t/m 04-08-2012 |
| Week:                                  | 1                                      | 2                                      |                                        |
| -------------------------------------- | -------------------------------------- | -------------------------------------- | -------------------------------------- |
| Positie:                               | 17                                     | 7                                      | uit                                    |

- Bibliothèque nationale de France: cb16973648c (data)
- MusicBrainz work: ef5b9074-84d2-3e46-81ba-cdbe57898033
- Virtual International Authority File: 316456354